# Soldanella carpatica
Soldanella carpatica is een overblijvende plant uit de sleutelbloemfamilie (Primulaceae) die endemisch is in de Karpaten.

## Naamgeving enetymologie
De soortaanduiding carpatica verwijst naar de Karpaten.

## Kenmerken
Soldanella carpatica is een tot 20 cm hoge, overblijvende, kruidachtige plant met een kale, onvertakte stengel en een basaal bladrozet van gesteelde, vlezige, ronde, hart- of niervormige grondbladeren met meestal gave rand, aan de bovenzijde donkergroen en onderaan vaak rood of violet verkleurd.
De bloemen staan alleen tot per drie in een kleine tros op een lange, bladloze maar van klieren voorziene bloemsteel. De bloemen zijn wijd klokvormig, met vijf lichtpaarse of zelden witte kroonblaadjes. De franje is lang, de kroonblaadjes zijn tot het midden ingesneden. De stamper steekt ver voorbij de kroonbladen uit de bloem.
De plant bloeit van april tot juli.

## Habitaten verspreiding
Soldanella carpatica groeit voornamelijk in de subalpiene zone van het gebergte op vochtige, beboste, grazige of stenige plaatsen, zowel op zure als op kalkrijke bodems.
De plant komt enkel voor in de westelijke Karpaten, zowel in Polen als in Slowakije.
S. alpina (Alpenkwastjesbloem) · 
S. angusta · 
S. calabrella · 
S. carpatica · 
S. chrysosticta · 
S. hungarica (Hongaarse kwastjesbloem) · 
S. major · 
S. marmarossiensis · 
S. minima (Dwergkwastjesbloem) · 
S. montana (Bergkwastjesbloem) · 
S. oreodoxa · 
S. pindicola · 
S. pusilla (Kleine kwastjesbloem) · 
S. rhodopaea · 
S. rugosa · 
S. villosa (Pyrenese kwastjesbloem)